# Джан Узун
Джан Їлма́з Узу́н (тур. Can Yılmaz Uzun; нар. 11 листопада 2005, Регенсбург) — турецький футболіст, півзахисник німецького клубу «Айнтрахт» (Франкфурт) і збірної Туреччини.

## Клубна кар'єра

### «Нюрнберг»
Вихованець німецьких клубів «Ян» (Регенсбург) та «Інгольштадт 04», а 2019 року приєднався до структури «Нюрнберг». 10 квітня 2023 року дебютував за фарм-клуб «Нюрнберг II» у матчі Регіональної ліги проти «Швайнфурта» і забив гол. 12 травня 2023 року дебютував за основну команду клубу, вийшовши на заміну в поєдинку Другої Бундесліги проти «Магдебурга».
6 серпня 2023 року забив свій перший гол за «Нюрнберг», оформивши дубль у ворота клубу «Ганновер 96». 12 серпня у поєдинку першого раунду Кубка Німеччини проти «Обернойланда» оформив хет-трик. В сезоні 2023–24 провів за «Нюрнберг» 32 матчі, в яких забив 19 голів і віддав 4 результативні передачі (зокрема 16 голів і 2 передачі в чемпіонаті), ставши найкращим бомбардиром у своїй команді. Таким чином став наймолодшим (18 років і 182 дні) гравцем в історії Другої Бундесліги, який забив таку кількість голів за один сезон у віці 18 років, перевершивши досягнення Юргена Вегманна (31 березня 1983).

### «Айнтрахт» (Франкфурт)
2 липня 2024 року перейшов до клубу Бундесліги «Айнтрахт» (Франкфурт), підписавши контракт до червня 2029 року. Сума трансферу становила 10 млн євро. 19 серпня дебютував за нову команду в матчі Кубка Німеччини проти «Айнтрахта» (Брауншвейг), вийшовши на заміну Фаресу Шаїбі. 24 серпня в поєдинку проти дортмундської «Борусії» дебютував у Бундеслізі. 24 жовтня в матчі загального етапу Ліги Європи УЄФА проти латвійського РФШ дебютував у єврокубках. 2 листопада 2024 року в поєдинку Бундесліги проти «Бохума» забив свій перший гол за «Айнтрахт».

## Кар'єра в збірній
Виступав за збірні Туреччини до 17 і до 18 років. У травні 2022 року виступав у складі збірної до 17 років на юнацькому чемпіонаті Європи в Ізраїлі. На турнірі зіграв усі три матчі групового етапу, де відзначився проти сербів і бельгійців, а турки посіли останнє місце в своїй групі.
15 березня 2024 року вперше викликаний до збірної Туреччини головним тренером Вінченцо Монтеллою для участі в товариських матчах проти збірних Угорщини і Австрії. 22 березня дебютував за збірну Туреччини у поєдинку проти Угорщини, замінивши Зекі Челіка. 24 травня 2024 року включений до попередньої заявки збірної Туреччини для участі в матчах фінальної частини чемпіонату Європи 2024 в Німеччині. Втім 7 червня до остаточної заявки збірної не потрапив і пропустив турнір.

## Особисте життя
Народився в німецькому місті Регенсбурзі, його батьки також народились у Німеччині, куди переїхав його дідусь з міста Різе.

## Статистика виступів

### Клубна статистика
Станом на 11 травня 2025 
| Клуб                 | Сезон             | Чемпіонат                  | Чемпіонат | Чемпіонат | Кубок | Кубок | Єврокубки | Єврокубки | Інші  | Інші | Всього | Всього |
| Клуб                 | Сезон             | Дивізіон                   | Матчі     | Голи      | Матчі | Голи  | Матчі     | Голи      | Матчі | Голи | Матчі  | Голи   |
| -------------------- | ----------------- | -------------------------- | --------- | --------- | ----- | ----- | --------- | --------- | ----- | ---- | ------ | ------ |
| Нюрнберг II          | 2022–23           | Регіональна ліга «Баварія» | 4         | 1         | —     | —     | —         | —         | —     | —    | 4      | 1      |
| Нюрнберг             | 2022–23           | Друга Бундесліга           | 4         | 0         | 0     | 0     | —         | —         | —     | —    | 4      | 0      |
| Нюрнберг             | 2023–24           | Друга Бундесліга           | 31        | 16        | 2     | 3     | —         | —         | —     | —    | 33     | 19     |
| Нюрнберг             | Всього            | Всього                     | 33        | 16        | 2     | 3     | 0         | 0         | 0     | 0    | 35     | 19     |
| Айнтрахт (Франкфурт) | 2024–25           | Бундесліга                 | 20        | 4         | 1     | 0     | 10        | 1         | 0     | 0    | 31     | 5      |
| Всього за кар'єру    | Всього за кар'єру | Всього за кар'єру          | 58        | 21        | 3     | 3     | 10        | 1         | 0     | 0    | 71     | 25     |

1. ↑  Матчі в Лізі Європи УЄФА

### Міжнародна статистика
Станом на 7 червня 2025 
| Збірна            | Сезон             | Товариські | Товариські | Офіційні | Офіційні | Всього | Всього |
| Збірна            | Сезон             | Матчі      | Голи       | Матчі    | Голи     | Матчі  | Голи   |
| ----------------- | ----------------- | ---------- | ---------- | -------- | -------- | ------ | ------ |
| Туреччина         |                   |            |            |          |          |        |        |
| 2024              | 1                 | 0          | 0          | 0        | 1        | 0      |        |
| 2025              | 1                 | 0          | 1          | 0        | 2        | 0      |        |
| Всього за кар'єру | Всього за кар'єру | 2          | 0          | 1        | 0        | 3      | 0      |

### Матчі за збірну
Станом на 7 червня 2025 
| Матчі Джана Узуна за збірну Туреччини | Матчі Джана Узуна за збірну Туреччини | Матчі Джана Узуна за збірну Туреччини | Матчі Джана Узуна за збірну Туреччини | Матчі Джана Узуна за збірну Туреччини | Матчі Джана Узуна за збірну Туреччини | Матчі Джана Узуна за збірну Туреччини | Матчі Джана Узуна за збірну Туреччини |
| №                                     | Дата                                  | Суперник                              | Рахунок                               | Голи                                  | Картки                                | Хвилини                               | Змагання                              |
| ------------------------------------- | ------------------------------------- | ------------------------------------- | ------------------------------------- | ------------------------------------- | ------------------------------------- | ------------------------------------- | ------------------------------------- |
| 1                                     | 22 березня 2024                       | Угорщина                              | 0–1                                   |                                       |                                       | 13'                                   | Товариський матч                      |
| 2                                     | 20 березня 2025                       | Угорщина                              | 3–1                                   |                                       |                                       | 5'                                    | Ліга націй УЄФА 2024–25 (плей-оф)     |
| 3                                     | 7 червня 2025                         | США                                   | 2–1                                   |                                       |                                       | 6'                                    | Товариський матч                      |

Всього: 3 матчі / 0 голів; 2 перемоги, 0 нічиїх, 1 поразка.